# 18e étape du Tour d'Italie 2009
Pour un article plus général, voir Tour d'Italie 2009.
La 18e étape du Tour d'Italie 2009, s'est déroulée le 28 mai 2009. Cette étape, longue de 181 km, reliait Sulmona dans les Abruzzes à Bénévent, en Campanie. L'Italien Michele Scarponi a signé sa seconde victoire sur l'épreuve.

## Classement de l'étape
| 1.  | Michele Scarponi     | Serramenti PVC Diquigiovanni - Androni Giocattoli | en | 4 h 07 min 41 s |
| 2.  | Félix Cárdenas       | Barloworld                                        | +  | m.t.            |
| 3.  | Danny Pate           | Garmin-Slipstream                                 |    | m.t.            |
| 4.  | Lars Ytting Bak      | Team Saxo Bank                                    |    | m.t.            |
| 5.  | Dmytro Grabovskyy    | ISD                                               |    | 6 s             |
| 6.  | Dries Devenyns       | Quick Step                                        |    | 20 s            |
| 7.  | Jason McCartney      | Team Saxo Bank                                    |    | 24 s            |
| 8.  | Giovanni Visconti    | ISD                                               |    | 37 s            |
| 9.  | Alessandro Bertolini | Serramenti PVC Diquigiovanni - Androni Giocattoli |    | 39 s            |
| 10. | Gabriele Bosisio     | LPR Brakes-Farnese Vini                           |    | 42 s            |

## Classement général
| 1. | Denis Menchov     | Rabobank                     | en | 76 h 40 min 02 s |
|    | Danilo Di Luca    | LPR Brakes-Farnese Vini      | +  | 26 s             |
|    | Franco Pellizotti | Liquigas                     |    | 2 min 00 s       |
| 2. | Ivan Basso        | Liquigas                     |    | 3 min 28 s       |
| 3. | Carlos Sastre     | Cervélo TestTeam             |    | 3 min 30 s       |
| 4. | Levi Leipheimer   | Astana                       |    | 4 min 32 s       |
| 5. | Michael Rogers    | Columbia-High Road           |    | 7 min 05 s       |
| 6. | Stefano Garzelli  | Acqua & Sapone-Caffè Mokambo |    | 8 min 03 s       |
| 7. | Tadej Valjavec    | AG2R La Mondiale             |    | 9 min 58 s       |
| 8. | Marzio Bruseghin  | Lampre-NGC                   |    | 10 min 33 s      |

## Classements annexes
| Classement             | Coureur            | Total             |
| ---------------------- | ------------------ | ----------------- |
| Points                 | Danilo Di Luca     | 146 pts           |
| Montagne               | Stefano Garzelli   | 61 pts            |
| Sprints Intermédiaires | Giovanni Visconti  | 25 pts            |
| Équipe                 | Astana             | 229 h 35 min 11 s |
| Équipe par points      | Columbia-High Road | 358 pts           |
| Jeune                  | Kevin Seeldraeyers | 76 h 54 min 36 s  |
| Échappée               | Mauro Facci        | 418 km            |
| Combativité            | Stefano Garzelli   | 39 pts            |
| Azzurri d'Italia       | Danilo Di Luca     | 13 pts            |